# Paulina Chiziane
Paulina Chiziane (ur. 4 czerwca 1955 w Manjacaze) – mozambicka pisarka, autorka powieści i nowel w języku portugalskim. 

## Życiorys
Studiowała na Uniwersytecie im. Eduardo Mondlane w Maputo. Jest pierwszą kobietą w Mozambiku, która wydała powieść. Jej prace są kontrowersyjne, np. jej pierwsza powieść Balada de amor ao vento (czyli Ballada o miłości na wietrze) omawia zwyczaj poligamii w Południowej Afryce w czasie kolonizacji.
Książka Niketche: Uma História de Poligamia (czyli Niketche: Historia o poligamii) zdobyła w 2003 nagrodę im. José Craveirinha. W 2021 pisarka otrzymała nagrodę Camõesa.

## Twórczość
- Balada de Amor ao Vento (1990)
- Ventos do Apocalipse (1996)
- O Setimo Juramento (2000)
- Niketche: Uma História de Poligamia (2002)
- O Alegre Canto da Perdiz (2008)
- As andorinhas (2009)
- Eu, mulher: por uma nova visão do mundo (2013)
- Ngoma Yethu: o curandeiro e o Novo Testamento (2015)
- O canto dos escravizados (2017)[2]